# Houston Comets 1997
La stagione 1997 delle Houston Comets fu la 1ª nella WNBA per la franchigia.
Le Houston Comets vinsero la Eastern Conference con un record di 18-10. Nei play-off vinsero la semifinale con le Charlotte Sting (1-0), vincendo poi il titolo WNBA battendo nella finale le New York Liberty (1-0).

## Roster
| N° | Naz.                         | Ruolo | Sportivo         | Anno | Alt. | Peso |
| -- | ---------------------------- | ----- | ---------------- | ---- | ---- | ---- |
| 4  | Stati Uniti (bandiera)       | A     | Wanda Guyton     | 1965 | 185  | 81   |
| 5  | Stati Uniti (bandiera)       | G     | Tiffany Woosley  | 1973 | 170  | 60   |
| 7  | Stati Uniti (bandiera)       | A     | Tina Thompson    | 1975 | 188  | 81   |
| 8  | Trinidad e Tobago (bandiera) | GA    | Pietra Gay       | 1974 | 178  | 68   |
| 9  | Brasile (bandiera)           | A     | Janeth           | 1969 | 180  | 67   |
| 10 | Stati Uniti (bandiera)       | G     | Kim Perrot       | 1967 | 165  | 59   |
| 11 | Italia (bandiera)            | A     | Catarina Pollini | 1966 | 196  | 86   |
| 14 | Stati Uniti (bandiera)       | G     | Cynthia Cooper   | 1963 | 178  | 68   |
| 20 | Stati Uniti (bandiera)       | GA    | Fran Harris      | 1965 | 183  | 69   |
| 22 | Stati Uniti (bandiera)       | A     | Sheryl Swoopes   | 1971 | 183  | 66   |
| 23 | Stati Uniti (bandiera)       | A     | Tammy Jackson    | 1962 | 188  | 86   |
| 33 | Stati Uniti (bandiera)       | A     | Yolanda Moore    | 1974 | 183  | 79   |

## Staff tecnico
- Allenatore: Van Chancellor
- Vice-allenatori: Kevin Cook, Peggie Gillom